# Mini Moke
La Mini Moke est un petit pick-up de plein air tout-terrain basé sur la Mini, fabriqué originellement par le groupe anglais British Motor Corporation (BMC).
14 518 Mini Moke ont été produites de 1964 à 1968 dans l'usine BMC de Longbridge à Birmingham en Angleterre, 26 142 ont été produites en Australie de 1966 à 1982, et 10 000 ont été produites au Portugal de 1980 à 1993.
En 1990, la production est assurée par le constructeur italien Cagiva qui a racheté l'usine BMC portugaise.

## Histoire

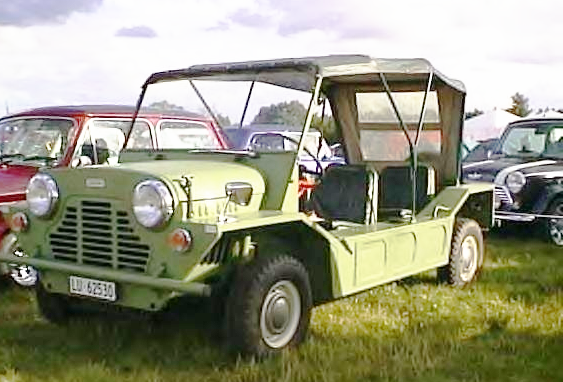
Une des premières Mini Moke assemblées en Angleterre.

La Mini Moke est née à la suite de la demande de l'armée britannique de disposer d'un véhicule militaire léger, parachutable, comparable à la fameuse Jeep américaine de la Seconde Guerre mondiale. Mais les petites roues et la faible garde au sol ont rendu son utilisation impossible en tout-terrain par l'armée.
En 1963, le constructeur anglais BMC en développe une version conçue comme un véhicule utilitaire pour le marché civil. Ses caractéristiques permettent un prix attractif et un faible besoin d'entretien. Le moteur de 850 cm3 est le même que celui qui équipait les Mini. En Grande-Bretagne, le modèle ne connut pas le succès escompté, en dépit d'un régime fiscal très favorable, précisément parce qu'il fut considéré comme un véhicule destiné à un usage commercial. La raison principale du manque de succès est à attribuer au fait qu'il n'est pas agréable d'utiliser une voiture ouverte et au confort spartiate dans un pays au climat humide. Sur la Moke première série, la banquette arrière et la toile de toit étaient les options à monter soi-même. La version Mark I (première série), fabriquée à Longbridge à partir du 30 janvier 1964, est basée sur la Mini Mark I qui fut produite jusqu'en 1967 alors que la Moke Mark I sera produite jusqu'au 25 octobre 1968 sur la base de la première série de la Mini. La version Mark II bénéficiera d'un second essuie-glace (côté passager).
En 1967 la Moke est reclassée et considérée comme « véhicule à usage privé ». Le régime fiscal favorable disparait et le prix de vente augmente d'autant faisant encore chuter les ventes et accélérant dans la pratique la fin de la production en octobre 1968 en Grande-Bretagne. Sur les 15 000 exemplaires produits, seulement 1 500 seront vendus au Royaume-Uni. Sur les 14 518 exemplaires fabriqués, 5 422 l'ont été sous la marque Austin (code VIN « A-AB1 ») et 9 096 sous la marque Morris (code VIN « M-AB1 »).
Le constructeur tenta vainement de la commercialiser aux États-Unis dans les États du sud mais ce fut aussi un échec.
En 1966, la fabrication débute en Australie, pays où le climat se prête mieux à l'utilisation d'une voiture de ce genre. La voiture est fabriquée dans les ateliers de la British Motor Company de Sydney. Le moteur offre une cylindrée de 1 000 cm3 et le modèle est vendu sous la marque Morris Mini Moke. En 1969, la version Mark II est lancée sous la marque BMC Mini Moke. Cette version est équipée du même moteur d'un litre mais bénéficie d'améliorations concernant le freinage, le système de refroidissement et la direction ; ainsi que de roues de plus grand diamètre.

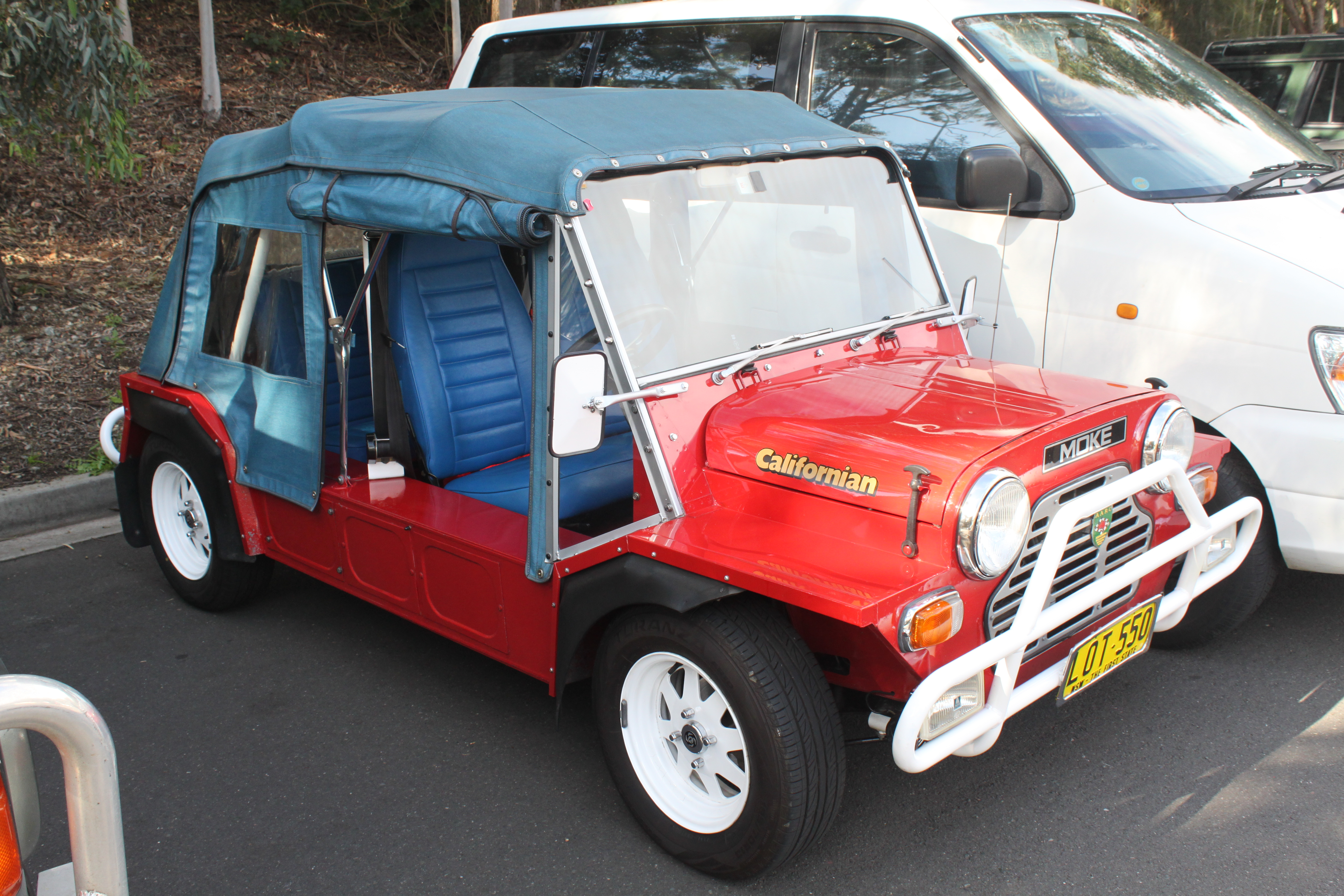
Une Mini Moke Californian australienne.

En 1970 le nom « Mini » disparait et la voiture est baptisée « BMC Moke » pour devenir plus tard « Leyland Moke ». Après 26 142 exemplaires, la fabrication en Australie prend fin en 1981. Des versions spéciales seront fabriquées ; comme une version pick-up en 1974 et la Californian, équipée d'un moteur de 1 300 cm3, qui restera au catalogue pendant environ deux ans. Parmi les améliorations visibles sur les modèles produits en Australie, il faut signaler la capote amovible fixée avec une fermeture éclair. Les 26 142 véhicules ont été produits sous le code VIN « YJBAB » de 1966 à 1973 puis « 018 » de 1973 à 1977 et enfin « AK » de 1977 à 1982.
En 1980, la fabrication au Portugal commence en CKD, avec des éléments en provenance d'Australie, sous le contrôle de British Leyland. Ces véhicules seront homologués en voitures pour le temps libre, et sauront attirer les faveurs des clients. Une version « anniversaire », la Moke 25, pour célébrer les 25 ans de production, a été commercialisée. Malgré ce petit succès local, après seulement 8 171 exemplaires produits avec le code VIN « TW7 XK », la fabrication a été arrêtée en juillet 1989.
En 1990, le constructeur italien de motos Cagiva achète à BMC les droits et son usine portugaise de Ventas Novas pour y poursuivre la fabrication de la Moke. 2 071 exemplaires baptisés « Cagiva Moke » seront produits entre 1991 et juillet 1992 sous le code VIN « TX5 XK ».
En 2013, le constructeur français Nosmoke relance le modèle vintage de la Moke en version électrique. La voiture fut d'abord fabriquée en Chine. Constatant la piètre qualité de la production chinoise, les dirigeants de Nosmoke décident en 2015 de ramener la production en France, y compris le châssis 100 % assemblé, soudé, plongé ensuite dans un bain de cataphorèse puis peint. Nosmoke sas s'installe en mai 2015 dans les anciennes usines Heuliez et est homologuée en catégorie quadricycle lourd. Au 31 décembre 2020, plus de 250 voitures Nosmoke electric ont été vendues pour 50 % en France, le reste à l'export. La clientèle du véhicule Nosmoke electric est essentiellement composée d'une clientèle aisée habitant souvent en bord de mer dans des régions ensoleillées. Nosmoke bénéficie d'une homologation européenne L7e permettant le transport de 4 passagers. Pour 2021, Nosmoke annonce une production de 20 voitures par mois.
Le designer britannique Michael Young relance la production sous le nom de « MOKE International » en 2018. En 2022, la marque passe à l'électrique, proposant des modèles de loisir pour les zones touristiques et balnéaires, tout en préservant le design emblématique des « Moke ».

## Présence dans la culture populaire

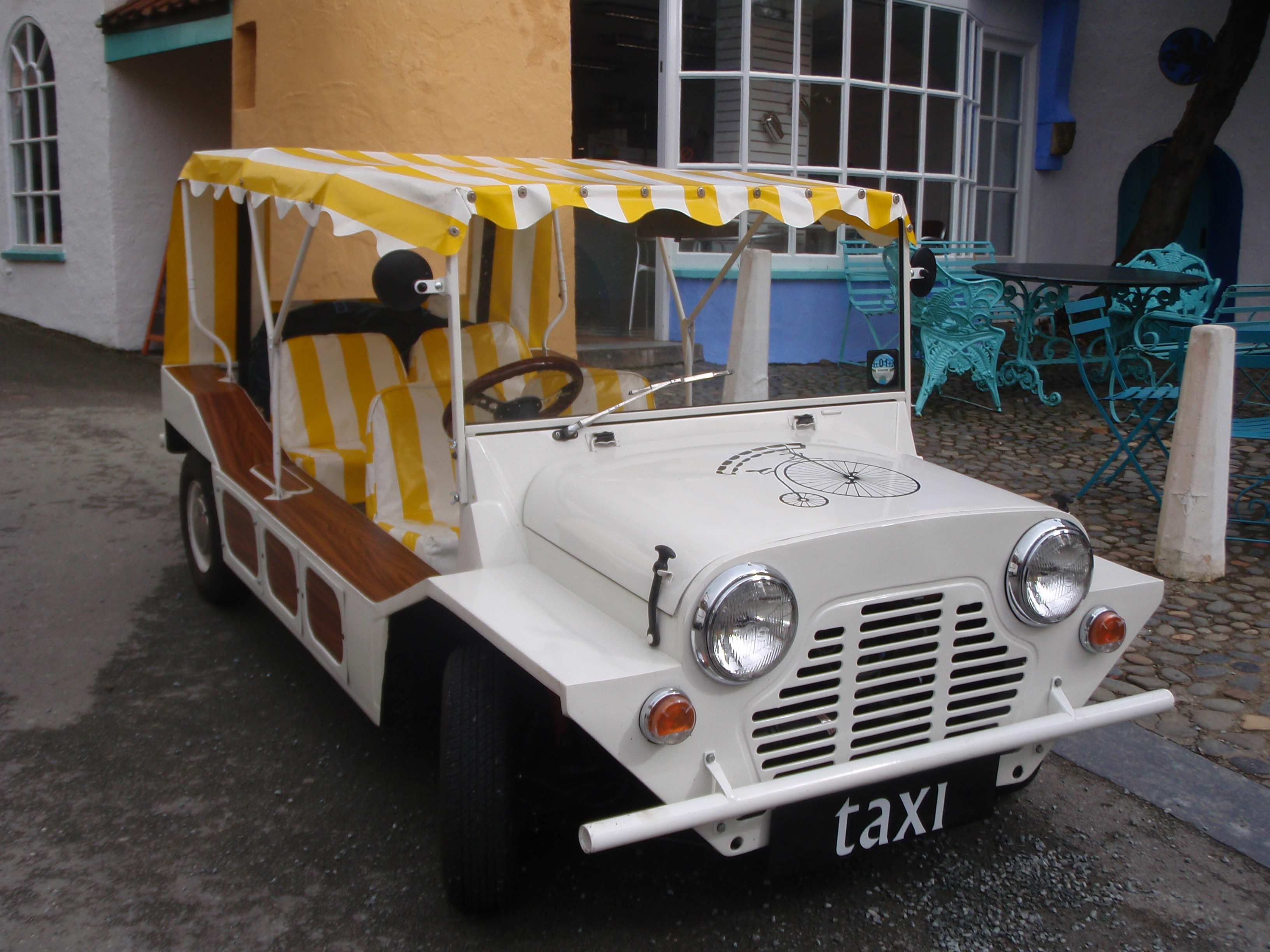
Mini Moke de la série télévisée Le Prisonnier.

### Télévision
- La Mini Moke apparaît dans les séries télévisées britanniques Le Prisonnier et Chapeau melon et bottes de cuir.
- Elle apparaît également dans la série française Sous le soleil diffusée sur TF1 ; elle était utilisée par le personnage Jessica (interprété par l'actrice américaine Tonya Kinzinger) pendant plusieurs épisodes.
- Une Mini Moke verte est utilisée par les Spies lorsqu'elles se rendent chez la mère de Jerry (au Royaume-Uni) dans l'épisode 26 de la saison 5 de la série animée Totally Spies!.

### Cinéma
- La Mini Moke apparaît dans certains films de James Bond.
- Dans le film Fantômas se déchaîne, le journaliste Fandor (interprété par Jean Marais) et le commissaire Juve (Louis de Funès) poursuivent la Citroën DS de Fantômas avec une Mini Moke.
- Dans Ne nous fâchons pas[6], lorsque l'un des boys du colonel emmène le personnage Léonard Michalon (interprété par Jean Lefebvre).
- Dans le film d'Eric Rhomer La Collectionneuse sorti en 1967, une Mini Moke verte est longuement filmée sous tous les angles.
- Dans L'Enquête corse, le héros Jack Palmer loue une Mini Moke qui finit par être plastiquée par les indépendantistes corses.
- Une Mini-Moke apparaît brièvement dans Les Grandes Vacances, lorsque le personnage de Charles Bosquier (interprété par Louis de Funès) y est accompagné par deux jeunes femmes et un chien pour rattraper son fils aîné au Havre.

### Chanson
Le nom de la Mini Moke est mentionné dans les paroles de la chanson écrite par Jacques Lanzmann, composée et interprétée par Jacques Dutronc, Mini-mini-mini, sortie en 1966 : « Petit, petit, petit / Tout est mini dans notre vie / Mini Moke et mini-jupe […] ».